# Rivula proleuca
Rivula proleuca là một loài bướm đêm trong họ Erebidae.